# Tayfun Aksoy
Tayfun Aksoy (* 11. března 1994, Brusel, Belgie) je belgicko-turecký fotbalový obránce a mládežnický reprezentant Turecka, který hraje v tureckém klubu Adanaspor.

## Klubová kariéra
V létě 2012 přestoupil z mládežnického týmu belgického top klubu RSC Anderlecht do tureckého druholigového klubu Adanaspor.

## Reprezentační kariéra
Tayfun Aksoy hrál za turecké reprezentační výběry U16, U17 a U18.